# Профілагрин
FLG — ген, що кодує білок профілагрин, який є попередником філагрину; розташований у людей на короткому плечі 1-ї хромосоми і складається з 3 екзонів. Довжина поліпептидного ланцюга кодованого геном білка становить 4061 амінокислоту, а молекулярна маса — 435 170.
| 10         |  | 20         |  | 30         |  | 40         |  | 50         |
| ---------- |  | ---------- |  | ---------- |  | ---------- |  | ---------- |
| MSTLLENIFA |  | IINLFKQYSK |  | KDKNTDTLSK |  | KELKELLEKE |  | FRQILKNPDD |
| PDMVDVFMDH |  | LDIDHNKKID |  | FTEFLLMVFK |  | LAQAYYESTR |  | KENLPISGHK |
| HRKHSHHDKH |  | EDNKQEENKE |  | NRKRPSSLER |  | RNNRKGNKGR |  | SKSPRETGGK |
| RHESSSEKKE |  | RKGYSPTHRE |  | EEYGKNHHNS |  | SKKEKNKTEN |  | TRLGDNRKRL |
| SERLEEKEDN |  | EEGVYDYENT |  | GRMTQKWIQS |  | GHIATYYTIQ |  | DEAYDTTDSL |
| LEENKIYERS |  | RSSDGKSSSQ |  | VNRSRHENTS |  | QVPLQESRTR |  | KRRGSRVSQD |
| RDSEGHSEDS |  | ERHSGSASRN |  | HHGSAWEQSR |  | DGSRHPRSHD |  | EDRASHGHSA |
| DSSRQSGTRH |  | AETSSRGQTA |  | SSHEQARSSP |  | GERHGSGHQQ |  | SADSSRHSAT |
| GRGQASSAVS |  | DRGHRGSSGS |  | QASDSEGHSE |  | NSDTQSVSGH |  | GKAGLRQQSH |
| QESTRGRSGE |  | RSGRSGSSLY |  | QVSTHEQPDS |  | AHGRTGTSTG |  | GRQGSHHEQA |
| RDSSRHSASQ |  | EGQDTIRGHP |  | GSSRGGRQGS |  | HHEQSVNRSG |  | HSGSHHSHTT |
| SQGRSDASHG |  | QSGSRSASRQ |  | TRNEEQSGDG |  | TRHSGSRHHE |  | ASSQADSSRH |
| SQVGQGQSSG |  | PRTSRNQGSS |  | VSQDSDSQGH |  | SEDSERWSGS |  | ASRNHHGSAQ |
| EQSRDGSRHP |  | RSHHEDRAGH |  | GHSADSSRKS |  | GTRHTQNSSS |  | GQAASSHEQA |
| RSSAGERHGS |  | RHQLQSADSS |  | RHSGTGHGQA |  | SSAVRDSGHR |  | GSSGSQATDS |
| EGHSEDSDTQ |  | SVSGHGQAGH |  | HQQSHQESAR |  | DRSGERSRRS |  | GSFLYQVSTH |
| KQSESSHGWT |  | GPSTGVRQGS |  | HHEQARDNSR |  | HSASQDGQDT |  | IRGHPGSSRR |
| GRQGSHHEQS |  | VDRSGHSGSH |  | HSHTTSQGRS |  | DASRGQSGSR |  | SASRTTRNEE |
| QSRDGSRHSG |  | SRHHEASSHA |  | DISRHSQAGQ |  | GQSEGSRTSR |  | RQGSSVSQDS |
| DSEGHSEDSE |  | RWSGSASRNH |  | RGSAQEQSRH |  | GSRHPRSHHE |  | DRAGHGHSAD |
| SSRQSGTPHA |  | ETSSGGQAAS |  | SHEQARSSPG |  | ERHGSRHQQS |  | ADSSRHSGIP |
| RRQASSAVRD |  | SGHWGSSGSQ |  | ASDSEGHSEE |  | SDTQSVSGHG |  | QDGPHQQSHQ |
| ESARDWSGGR |  | SGRSGSFIYQ |  | VSTHEQSESA |  | HGRTRTSTGR |  | RQGSHHEQAR |
| DSSRHSASQE |  | GQDTIRAHPG |  | SRRGGRQGSH |  | HEQSVDRSGH |  | SGSHHSHTTS |
| QGRSDASHGQ |  | SGSRSASRQT |  | RKDKQSGDGS |  | RHSGSRHHEA |  | ASWADSSRHS |
| QVGQEQSSGS |  | RTSRHQGSSV |  | SQDSDSERHS |  | DDSERLSGSA |  | SRNHHGSSRE |
| QSRDGSRHPG |  | FHQEDRASHG |  | HSADSSRQSG |  | THHTESSSHG |  | QAVSSHEQAR |
| SSPGERHGSR |  | HQQSADSSRH |  | SGIGHRQASS |  | AVRDSGHRGS |  | SGSQVTNSEG |
| HSEDSDTQSV |  | SAHGQAGPHQ |  | QSHKESARGQ |  | SGESSGRSRS |  | FLYQVSSHEQ |
| SESTHGQTAP |  | STGGRQGSRH |  | EQARNSSRHS |  | ASQDGQDTIR |  | GHPGSSRGGR |
| QGSYHEQSVD |  | RSGHSGYHHS |  | HTTPQGRSDA |  | SHGQSGPRSA |  | SRQTRNEEQS |
| GDGSRHSGSR |  | HHEPSTRAGS |  | SRHSQVGQGE |  | SAGSKTSRRQ |  | GSSVSQDRDS |
| EGHSEDSERR |  | SESASRNHYG |  | SAREQSRHGS |  | RNPRSHQEDR |  | ASHGHSAESS |
| RQSGTRHAET |  | SSGGQAASSQ |  | EQARSSPGER |  | HGSRHQQSAD |  | SSTDSGTGRR |
| QDSSVVGDSG |  | NRGSSGSQAS |  | DSEGHSEESD |  | TQSVSAHGQA |  | GPHQQSHQES |
| TRGQSGERSG |  | RSGSFLYQVS |  | THEQSESAHG |  | RTGPSTGGRQ |  | RSRHEQARDS |
| SRHSASQEGQ |  | DTIRGHPGSS |  | RGGRQGSHYE |  | QSVDSSGHSG |  | SHHSHTTSQE |
| RSDVSRGQSG |  | SRSVSRQTRN |  | EKQSGDGSRH |  | SGSRHHEASS |  | RADSSRHSQV |
| GQGQSSGPRT |  | SRNQGSSVSQ |  | DSDSQGHSED |  | SERWSGSASR |  | NHLGSAWEQS |
| RDGSRHPGSH |  | HEDRAGHGHS |  | ADSSRQSGTR |  | HTESSSRGQA |  | ASSHEQARSS |
| AGERHGSHHQ |  | LQSADSSRHS |  | GIGHGQASSA |  | VRDSGHRGYS |  | GSQASDSEGH |
| SEDSDTQSVS |  | AQGKAGPHQQ |  | SHKESARGQS |  | GESSGRSGSF |  | LYQVSTHEQS |
| ESTHGQSAPS |  | TGGRQGSHYD |  | QAQDSSRHSA |  | SQEGQDTIRG |  | HPGPSRGGRQ |
| GSHQEQSVDR |  | SGHSGSHHSH |  | TTSQGRSDAS |  | RGQSGSRSAS |  | RKTYDKEQSG |
| DGSRHSGSHH |  | HEASSWADSS |  | RHSLVGQGQS |  | SGPRTSRPRG |  | SSVSQDSDSE |
| GHSEDSERRS |  | GSASRNHHGS |  | AQEQSRDGSR |  | HPRSHHEDRA |  | GHGHSAESSR |
| QSGTHHAENS |  | SGGQAASSHE |  | QARSSAGERH |  | GSHHQQSADS |  | SRHSGIGHGQ |
| ASSAVRDSGH |  | RGSSGSQASD |  | SEGHSEDSDT |  | QSVSAHGQAG |  | PHQQSHQEST |
| RGRSAGRSGR |  | SGSFLYQVST |  | HEQSESAHGR |  | TGTSTGGRQG |  | SHHKQARDSS |
| RHSTSQEGQD |  | TIHGHPGSSS |  | GGRQGSHYEQ |  | LVDRSGHSGS |  | HHSHTTSQGR |
| SDASHGHSGS |  | RSASRQTRND |  | EQSGDGSRHS |  | GSRHHEASSR |  | ADSSGHSQVG |
| QGQSEGPRTS |  | RNWGSSFSQD |  | SDSQGHSEDS |  | ERWSGSASRN |  | HHGSAQEQLR |
| DGSRHPRSHQ |  | EDRAGHGHSA |  | DSSRQSGTRH |  | TQTSSGGQAA |  | SSHEQARSSA |
| GERHGSHHQQ |  | SADSSRHSGI |  | GHGQASSAVR |  | DSGHRGYSGS |  | QASDNEGHSE |
| DSDTQSVSAH |  | GQAGSHQQSH |  | QESARGRSGE |  | TSGHSGSFLY |  | QVSTHEQSES |
| SHGWTGPSTR |  | GRQGSRHEQA |  | QDSSRHSASQ |  | DGQDTIRGHP |  | GSSRGGRQGY |
| HHEHSVDSSG |  | HSGSHHSHTT |  | SQGRSDASRG |  | QSGSRSASRT |  | TRNEEQSGDG |
| SRHSGSRHHE |  | ASTHADISRH |  | SQAVQGQSEG |  | SRRSRRQGSS |  | VSQDSDSEGH |
| SEDSERWSGS |  | ASRNHHGSAQ |  | EQLRDGSRHP |  | RSHQEDRAGH |  | GHSADSSRQS |
| GTRHTQTSSG |  | GQAASSHEQA |  | RSSAGERHGS |  | HHQQSADSSR |  | HSGIGHGQAS |
| SAVRDSGHRG |  | YSGSQASDNE |  | GHSEDSDTQS |  | VSAHGQAGSH |  | QQSHQESARG |
| RSGETSGHSG |  | SFLYQVSTHE |  | QSESSHGWTG |  | PSTRGRQGSR |  | HEQAQDSSRH |
| SASQYGQDTI |  | RGHPGSSRGG |  | RQGYHHEHSV |  | DSSGHSGSHH |  | SHTTSQGRSD |
| ASRGQSGSRS |  | ASRTTRNEEQ |  | SGDSSRHSVS |  | RHHEASTHAD |  | ISRHSQAVQG |
| QSEGSRRSRR |  | QGSSVSQDSD |  | SEGHSEDSER |  | WSGSASRNHR |  | GSVQEQSRHG |
| SRHPRSHHED |  | RAGHGHSADR |  | SRQSGTRHAE |  | TSSGGQAASS |  | HEQARSSPGE |
| RHGSRHQQSA |  | DSSRHSGIPR |  | GQASSAVRDS |  | RHWGSSGSQA |  | SDSEGHSEES |
| DTQSVSGHGQ |  | AGPHQQSHQE |  | SARDRSGGRS |  | GRSGSFLYQV |  | STHEQSESAH |
| GRTRTSTGRR |  | QGSHHEQARD |  | SSRHSASQEG |  | QDTIRGHPGS |  | SRRGRQGSHY |
| EQSVDRSGHS |  | GSHHSHTTSQ |  | GRSDASRGQS |  | GSRSASRQTR |  | NDEQSGDGSR |
| HSWSHHHEAS |  | TQADSSRHSQ |  | SGQGQSAGPR |  | TSRNQGSSVS |  | QDSDSQGHSE |
| DSERWSGSAS |  | RNHRGSAQEQ |  | SRDGSRHPTS |  | HHEDRAGHGH |  | SAESSRQSGT |
| HHAENSSGGQ |  | AASSHEQARS |  | SAGERHGSHH |  | QQSADSSRHS |  | GIGHGQASSA |
| VRDSGHRGSS |  | GSQASDSEGH |  | SEDSDTQSVS |  | AHGQAGPHQQ |  | SHQESTRGRS |
| AGRSGRSGSF |  | LYQVSTHEQS |  | ESAHGRAGPS |  | TGGRQGSRHE |  | QARDSSRHSA |
| SQEGQDTIRG |  | HPGSRRGGRQ |  | GSYHEQSVDR |  | SGHSGSHHSH |  | TTSQGRSDAS |
| HGQSGSRSAS |  | RETRNEEQSG |  | DGSRHSGSRH |  | HEASTQADSS |  | RHSQSGQGES |
| AGSRRSRRQG |  | SSVSQDSDSE |  | AYPEDSERRS |  | ESASRNHHGS |  | SREQSRDGSR |
| HPGSSHRDTA |  | SHVQSSPVQS |  | DSSTAKEHGH |  | FSSLSQDSAY |  | HSGIQSRGSP |
| HSSSSYHYQS |  | EGTERQKGQS |  | GLVWRHGSYG |  | SADYDYGESG |  | FRHSQHGSVS |
| YNSNPVVFKE |  | RSDICKASAF |  | GKDHPRYYAT |  | YINKDPGLCG |  | HSSDISKQLG |
| FSQSQRYYYY |  | E          |  |            |  |            |  |            |

A: Аланін

C: Цистеїн

D: Аспарагінова кислота

E: Глутамінова кислота

F: Фенілаланін

G: Гліцин

H: Гістидин

I: Ізолейцин

K: Лізин

L: Лейцин

M: Метіонін

N: Аспарагін

P: Пролін

Q: Глутамін

R: Аргінін

S: Серин

T: Треонін

V: Валін

W: Триптофан

## Білок філагрин та його попередник
Філагрин (похідне від англ. Filament aggregating protein) — структурний білок шкіри, який специфічно взаємодіє з проміжними филаментами — кератинами. Білок має сайт для зв'язування з іонами металів, іоном кальцію.
Утворюється філагрин з профілагрину. Профілагрин — великий (> 400 kDa) нерозчинний поліпротеїн, який в результаті дефосфорилювания і розкладання утворює мономери філагрину в роговому шарі шкіри. Профілагрин є основним компонентом кератогіалінових гранул, які видно в світловий мікроскоп в зернистому шарі епідермісу.
Мономерний філагрин зв'язується з кератином 1 і 10 і іншими проміжними білками - філаментами кератинового цитоскелета, утворюючи тісні зв'язки між цими волокнами; таким чином, відбувається колапс і сплощення клітин на поверхні рогового шару з утворенням лусочок (у ссавців на кератинові волокна і зв'язуючий їх філагрин припадає 80-90% загальної маси білка епідермісу).
Філагрин має важливе значення для регуляції епідермального гомеостазу. У межах рогового шару філагринові мономери можуть бути включені в ліпідну оболонку, яка відповідає за бар'єрну функцію шкіри. Альтернативно, ці білки можуть взаємодіяти з кератиновими проміжними філаментами. Філагрин проходить подальше перетворення в верхньому роговому шарі, щоб вивільнити вільну амінокислоту, яка допомагає утримувати воду.
В остаточному підсумку філагрин у верхній частині рогового шару розпадається на окремі амінокислоти. Філагрин містить велику кількість гістидину, який метаболізується в транс-уроканіновую кислоту (транс-UCA) і пірролідон-5-карбонову кислоту (РСА); ці органічні кислоти допомагають підтримувати в епідермісі необхідне значення градієнта рН. Мутації з втратою функції в гені філагрину (FLG) проявляються в порушенні бар'єрних функцій епідермісу, розвитку атопічного дерматиту й алергічної сенсибілізації.

## Клінічне значення
Основну роль білка філагрину в підтриманні бар'єру шкіри визначали за допомогою ідентифікації мутацій, що втратили функцію, в гені профілагрину (FLG). Було показано, що ці мутації є причиною ichthyosis vulgaris і є основним фактором ризику розвитку атопічного дерматиту, астми, пов'язаної з атопічним дерматитом, а також системними алергіями. Мутації в гені FLG надзвичайно поширені, трапляються приблизно у 9% осіб з європейських популяцій. Відкриття цих дуже поширених мутацій, як очікується, матиме великий вплив на класифікацію та лікування багатьох пацієнтів з іхтіозом та атопічними захворюваннями. Також є сподівання, що генетичне відкриття мутацій FLG призведе до подальшого розвитку більш специфічних, неімуносупресивних методів лікування, здатних відновити ефективну функцію бар'єру шкіри та полегшити чи запобігти захворюванню у схильних осіб.
Нещодавні дослідження показали, що зменшення бар'єрних функцій шкіри внаслідок зменшення або повної втрати експресії філагрину призводить до посилення перкутанної передачі алергенів. Філагрин знаходиться на передній лінії захисту і захищає організм від входу зовнішніх речовин навколишнього середовища, які в іншому випадку можуть викликати аномальні імунні реакції.
Було показано, що причиною майже 50% усіх важких випадків екземи може бути щонайменше один мутантний ген філагрину. R501X та 2284del4, як правило, не трапляються в не кавказьких індивідів, хоча нові явища (3321delA та S2554X), які дають подібні ефекти, були виявлені в японських популяціях. Мутації укорочення R501X та 2284del4 є найпоширенішими мутаціями в кавказькій популяції, з 7-10% кавказького населення, що мають принаймні одну копію цих мутацій.
Дефект бар'єрної функції філагрину, який спостерігається при нуль-мутаціях, також, як видається, призводить до підвищеної сприйнятливості та загострення астми.  Дефіцит філагрину є одним з найважливіших генетичних детермінант астми, поряд з виявленими варіантами, що регулюють експресію ORMDL3 .

### Досліди на тваринах
Порівняльні геномні дослідження показали, що структура ФЛГ однакова у людини, миші (Mus musculus) та собаці (Canis lupus familiaris). Проте кількість повних повторів та довжини повторень відрізняються між різновидами. Ці відмінності можна визнати як приклад структурних змін, що виникають внаслідок видоспецифічного дублювання. Структурні варіації є основним джерелом морфологічних відмінностей, які можуть дозволити індивідууму адаптуватися до нових середовищ і прискорювати появу розбіжностей між видами. Порівняння тісно споріднених видів з коротким періодом розбіжності дозволяє нам краще зрозуміти механізми, що приводять до швидкої розбіжності.

#### Досліди на приматах
Були проведені досліди на різних видах приматів для виявлення варіації повторюваної області ФЛГ серед п'яти видів приматів: довгохвоста макака (Macaca fascicularis), орангутан (Pongo abelii), горила західна (Gorilla gorilla), шимпанзе (Pan troglodytes) і людина. 
У цьому дослідженні використовували порівняно узгоджені моделі народження та смерті, які часто використовуються для копій генів. Було виявлено, що існує високе нуклеотидне різноманіття між повторюваними областями філагрину, що відповідає моделі народження та смерті. Філогенетичний аналіз також показав, що незалежні події дублювання створювали повторювані послідовності в макаки двохвостої та орангутанів, тоді як було відмічено різні випадки дублювання та втрати в повторах в горил, шимпанзе та людей. Порівняння повторюваних послідовностей, що виявляються, виділяють очищення в межах видів та специфічні дублікації роду за різними видами. Також виявили варіацію довжини повторюваного регіону в межах таких видів, як шимпанзе та довгохвоста макака.
Зроблено висновок, що варіація копії повторюваних послідовностей ФЛГ між приматами може бути наслідком видоспецифічної розбіжності та поширення.

#### Досліди на собаках
Також були проведені експерименти на собаках. Аналіз послідовності геномних ДНК показав, що собачий ФЛГ містив чотири одиниці повторюваних послідовностей, що відповідають FLG - мономерному білку. Вестерн-блоти, зондовані з антисобакою FLG-мономером, виявили два смуги на рівні 59 і 54 кДа, які були оцінені за розмірами. Результати імуногістохімії показали, що собачий ФЛГ був виражений в гранульованому шарі епідермісу. Це дослідження показало унікальну генну структуру собачого ФЛГ, яка призводить до виробництва мономерів ФЛГ більших, ніж у людей або мишей. Антитіла проти ФЛГ собак виявили ФЛГ у шкірі собак. Ці антитіла дозволять експортувати собак, дефіцитних ФЛГ, з собачим атопічним дерматитом або іхтіозом.